# Перший пуск ракети-носія «Зеніт-3SL» (монета)
«Пе́рший пуск раке́ти-носія́ „Зені́т-3SL“» — ювілейна монета номіналом 5 гривень, випущена Національним банком України, присвячена важливому етапу в історії розвитку вітчизняного та міжнародного ракетобудування — першому пуску ракети-носія «Зеніт-3SL» (розробка «КБ Південне», виробник — Південмаш) з плавучої платформи «Одіссей», який відбувся 28 березня 1999 року й успішно продемонстрував пускові можливості ракетно-космічного комплексу «Морський старт». Програма «Морський старт» — один із найцікавіших і революційних міжнародних космічних проектів кінця XX століття, який уперше реалізував ідею використання морської платформи для здійснення космічних запусків із екваторіальної зони. Це дає змогу максимально використовувати ефект обертання Землі та виводити на орбіту вантаж більшої маси з меншими затратами палива. Унікальність ракети-носія «Зеніт-3SL» полягає в її екологічній чистоті, що є на сьогодні надзвичайно важливим.
Монету введено в обіг 19 вересня 2019 року. Вона належить до серії «Україна космічна».

## Опис монети та характеристики

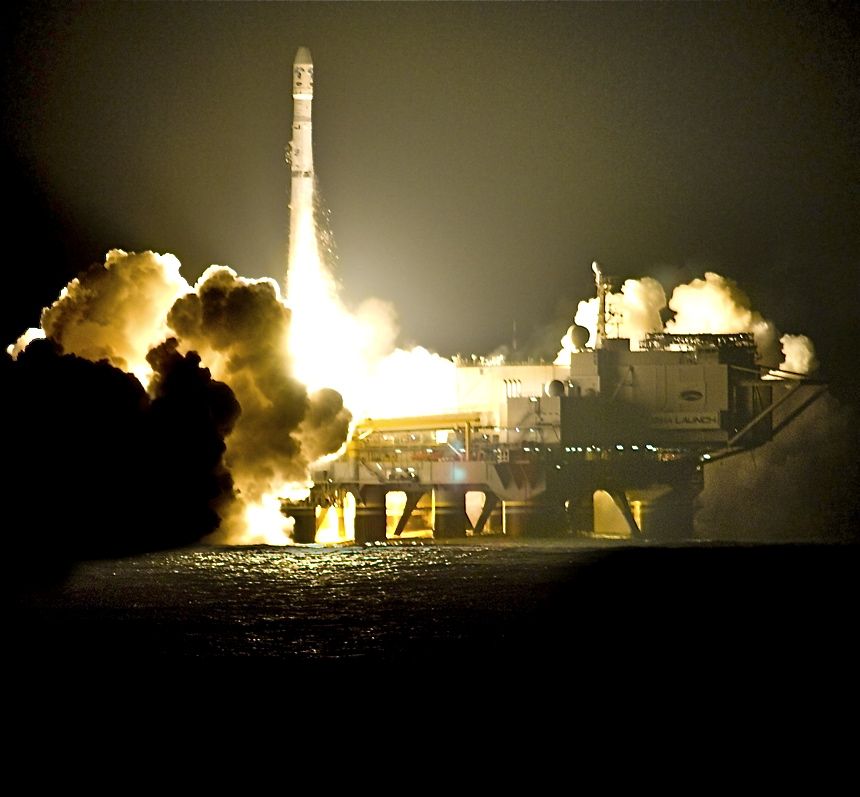
Запуск «Зеніт-3SL» з супутником «SICRAL 1B» 20 квітня 2009 року

| Номінал грн. | Метал      | Маса, г | Діаметр, мм | Якість виготовлення       | Гурт     | Тираж, штук                                        |
| ------------ | ---------- | ------- | ----------- | ------------------------- | -------- | -------------------------------------------------- |
| 5            | нейзильбер | 16,54   | 35,0        | спеціальний анциркулейтед | рифлений | 40 000 (у тому числі 15 000 у сувенірній упаковці) |

### Аверс
На аверсі монети розміщено: угорі — малий Державний Герб України, під яким напис «УКРАЇНА»; у центрі — стилізовану композицію, що символізує запуск ракети-носія «Зеніт-3SL»; унизу написи: номінал «5 ГРИВЕНЬ» та рік карбування монети «2019»; логотип Банкнотно-монетного двору Національного банку України (унизу праворуч).

### Реверс
На реверсі монети на дзеркальному тлі розміщено стилізоване зображення плавучої платформи, ліворуч від якої — корабель; по колу написи: «ПРОГРАМА „МОРСЬКИЙ СТАРТ“» (угорі) та «ПЕРШИЙ ПУСК РАКЕТИ-НОСІЯ „ЗЕНІТ-3SL“» (унизу).

15000 монет із загального тиражу було випущено у буклетах
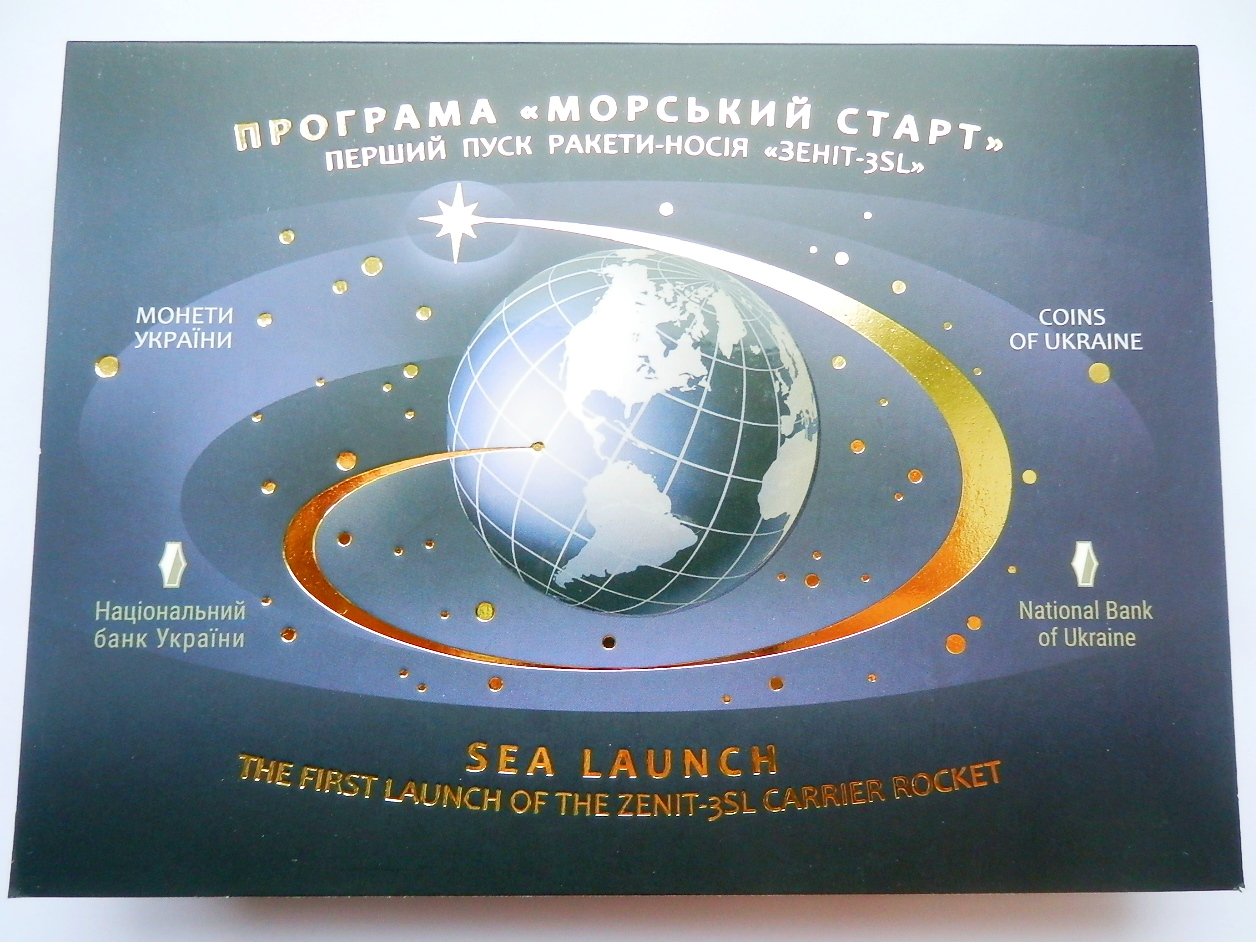
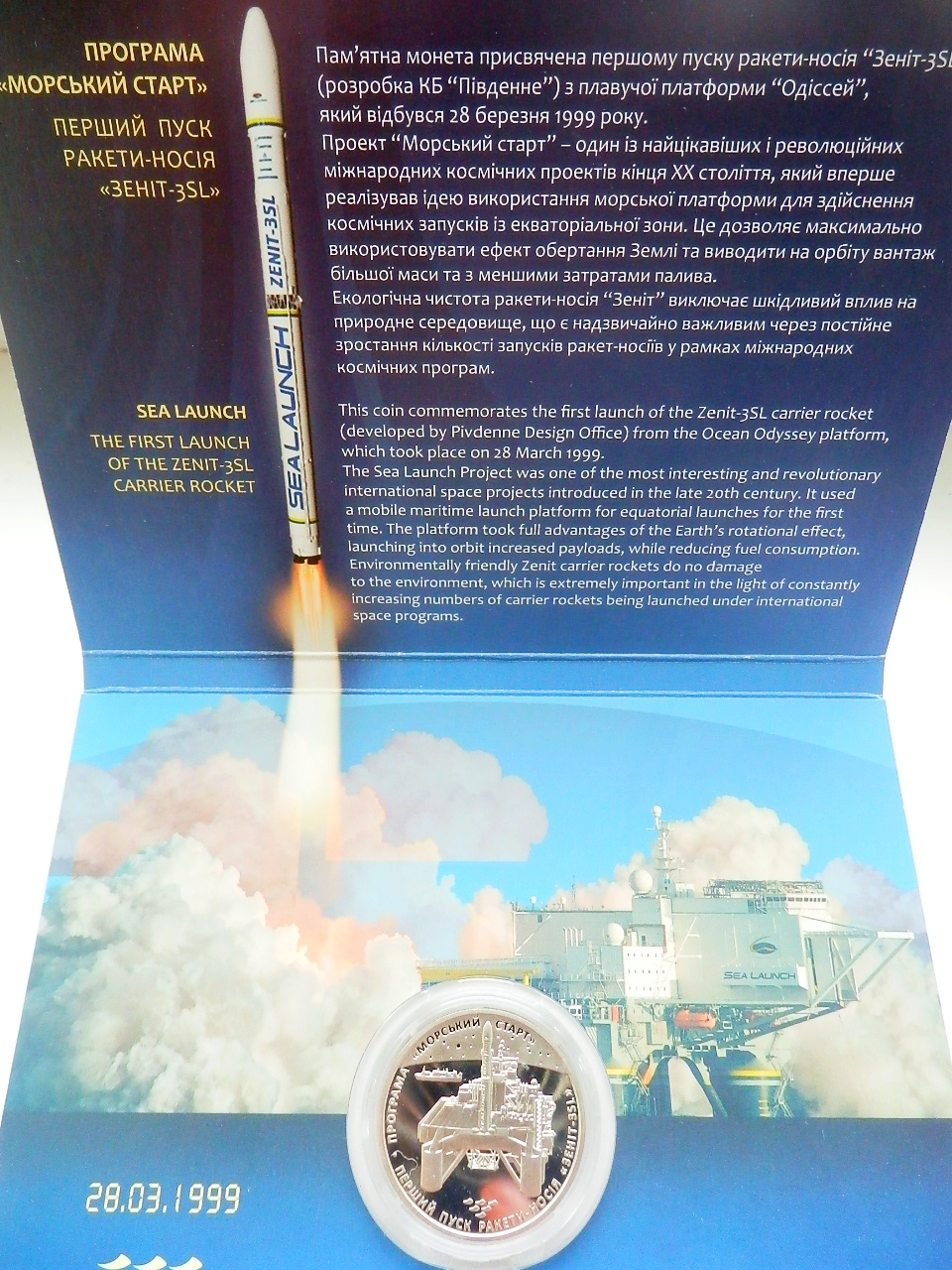
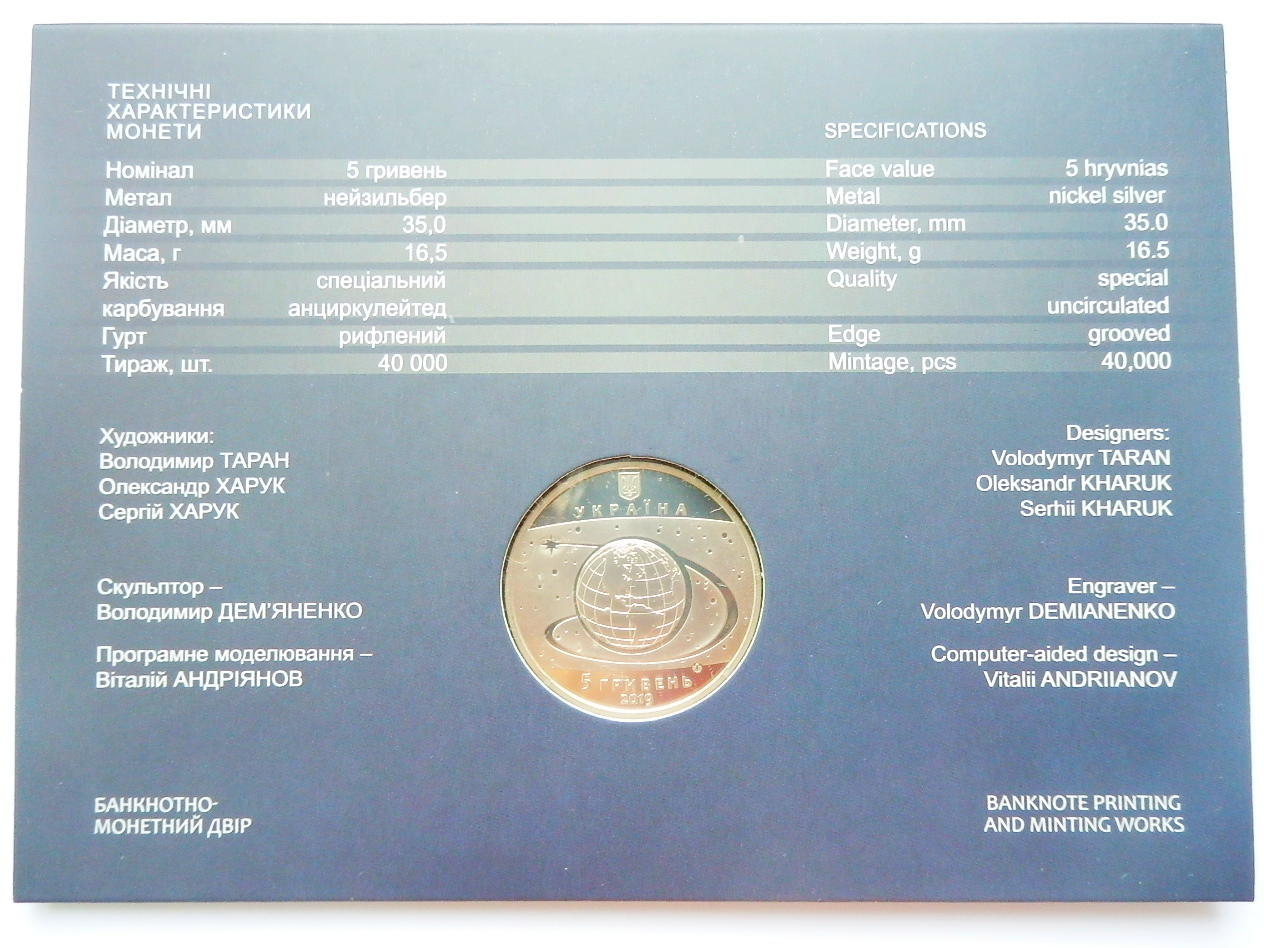

## Автори

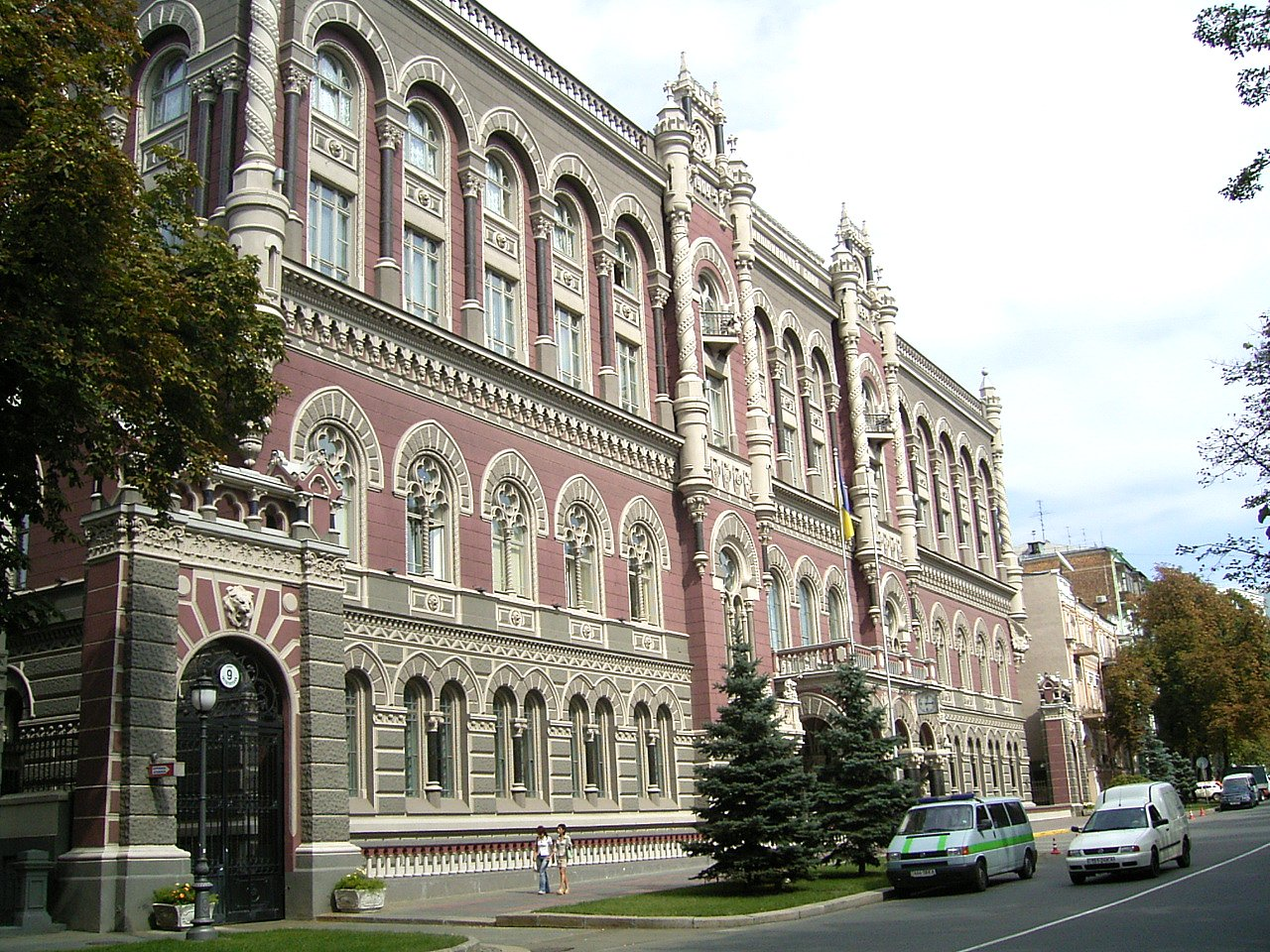
Будівля Національного банку України

- Художники: Таран Володимир, Харук Олександр, Харук Сергій.
- Скульптори: Дем'яненко Володимир, Андріянов Віталій.

## Вартість монети
Під час введення монети в обіг 2019 року, Національний банк України реалізовував монету за ціною 51 гривня.
Фактична приблизна вартість монети з роками змінювалася так:
| Рік        | 2020 | 2021 | 2022 | 2023 | 2024 | 2025 |
| ---------- | ---- | ---- | ---- | ---- | ---- | ---- |
| Ціна, грн. | 75   | 85   | 95   | 190  | 260  | 280  |